# Oberwelt (Ausstellung)
Die Oberwelt e. V. ist ein von Künstlern betriebener Ausstellungs- und Veranstaltungsraum in Stuttgart.

## Geschichte
Der Verein besteht unter wechselnden Namen seit 1978 und wird von unterschiedlichen Einzelpersonen und Gruppen organisiert. Dabei handelt es sich in der Regel um Künstler oder anderweitig Kulturschaffende, nicht aber um professionelle Kuratoren.
Das Programm der Oberwelt besteht neben Ausstellungen auch in Vorträgen, Diskussionen und Seminaren. Inhaltlich spielen hierin die Hinterfragung gängiger Kunstbegriffe und die Überschreitung des Kunstkontexts eine zentrale Rolle. Konzeptuell zusammenhängende Reihen nehmen, neben einmaligen Veranstaltungen, einen wesentlichen Platz im Veranstaltungsprogramm ein. Auch noch nicht etablierte Künstler, bzw. Künstlergruppen können ihre Ansätze in der Oberwelt umsetzen und einem überregionalen Publikum vorstellen. Das Team der Oberwelt e. V. ist dabei aber nicht nur organisatorisch tätig, sondern produziert gemeinschaftlich auch eigene Arbeiten. Kooperationen bestehen zu zahlreichen deutschen Off-Spaces: u. a. zum Stuttgarter Kunstverein e. V., zum Lothringer13/laden und zur Galerie Peripherie Tübingen.
Die Oberwelt e. V. wird einerseits von der Stadt Stuttgart, andererseits vom Land Baden-Württemberg getragen. Wichtigster privater Förderer ist der Waldenbucher Schokoladenhersteller Ritter Sport.
Umstritten war insbesondere die Ausstellung "Hool Tours". Zur Fußball-WM stellte Oberwelt dem Reiseunternehmen Hooltours ihre Räume zur Verfügung. Die Agentur bot von dort aus Safaris zur Besichtigung der letzten Refugien des Gewalttourismus an. Die Stadt Stuttgart und das Land Baden-Württemberg fühlten ihr Ansehen geschädigt und die Förderung des Kunstraumes war gefährdet. Nach Verhandlungen wurden die Behörden von der Ironie des Ansatzes überzeugt.

## Ausstellungen
Eine Übersicht über aktuelle Ausstellungen und ein umfangreiches Archiv veranstalteter Projekte findet sich auf der Website des Projektraums
- Shan Pipe Band Learns The Star Spangled Banner, Bani Abidi
- 4D-Picknick (+), u. a. mit John Dummett, Alexis Dworsky, Tomas Glatz und Tommy Schmidt
- Entwicklungen / Perspektiven nach Verlust der Räume, OBW9 goes Stuttgart city!
- Wunderkammer Vinyl[3]

## Publikationen
- Andreas Bär (u. a.): Oberwelt : eine Gebrauchsanweisung. Oberwelt e.V., Stuttgart 2003, ISBN 3-00-011527-7.